# Code général de la propriété des personnes publiques
En droit français, le code général de la propriété des personnes publiques regroupe les dispositions législatives relatives aux biens appartenant aux personnes publiques. Ce code a été créé par l'ordonnance 2006-460 du 21 avril 2006 et est entré en vigueur le 1er juillet 2006.

## Composition
Il décrit :
- les modes d'acquisition : à titre onéreux, à titre gratuit.
- les procédures d'acquisition, en distinguant le cas des biens situés en France de celui des biens situés à l'étranger.
- les biens relevant du domaine public. Il définit ainsi le domaine public immobilier à l'article L. 2111-1.
- les biens relevant du domaine privé, qu'il définit à l'article L. 2211-1.
- le contentieux relatif aux biens du domaine public et du domaine privé.
- les réalisations d'opérations immobilières.
- les dispositions spécifiques aux collectivités territoriales d'outre-mer, en particulier à Mayotte.

Il reprend et étend les dispositions législatives du code du domaine de l'État (qui deviennent caduques), la partie réglementaire a été adoptée par décret le 22 novembre 2011.
L'ordonnance du 19 avril 2017 vient modifier le CGPPP : elle prévoit notamment la transposition partielle de la Directive service de l'Union européenne datant de 2009.
Il est le fruit d'une collaboration d'universitaires spécialistes de droit administratif des biens : Caroline Chamard-Heim, Clémence Breil, François Brenet, Philippe Yolka et Fabrice Melleray.[réf. nécessaire]